# 周南市野球場
周南市野球場（しゅうなんし やきゅうじょう）は、山口県周南市の周南緑地内にある野球場。愛称は津田恒実メモリアルスタジアム。施設は周南市が所有し、2023年4月1日より周南緑地スポレパーク株式会社が指定管理者として運営管理を行っている。

## 概要
1971年6月、旧徳山市の周南緑地運動公園敷地内に「徳山市野球場」として完成した。2003年に新南陽市、熊毛町、鹿野町と合併し周南市となったことに伴い、現名称に改称した。
外野のスコアボードの彼方には石油化学コンビナートの煙突が林立しており、工業都市・周南を象徴する風景が垣間見える。高校野球、中国地区大学野球連盟、社会人野球などの公式戦が毎年行われており、特に毎年ゴールデンウィークには社会人のJABA徳山大会が行われるなど、県内アマチュア野球の中心球場として機能している。

## 歴史
かつて旧徳山市には徳山市営毛利球場（1948年完成）があった。旧毛利藩邸の跡地に建設されたもので、球場正面には毛利邸の門がそのまま残された印象的な造りだったが、老朽化に伴う閉鎖に伴い、新たに整備されたのが本野球場である。なお、1971年5月16日に閉鎖された毛利球場の跡地は、ボウリング場などの「モウリプラザ」を経て、徳山市文化会館（現・周南市文化会館）の建設用地となった。
2011年10月のおいでませ！山口国体を前に大規模な整備が行われた。これにより、公認野球規則の両翼100m、中堅122mを確保したほか、車椅子席や多目的トイレの整備、エレベーターの設置などのバリアフリー化が行われた。それまでパネル式だったスコアボードは、映像表示可能なフルカラーLED方式となった（山口県内の野球場では初）。
広島東洋カープの投手として活躍した津田恒実が合併前の新南陽市出身であり、2012年に野球殿堂顕彰競技者となったことから、周南市では津田の功績を讃え、周南市野球場について、津田に因んだ愛称を新たに付与することをこの程決定し、新たな施設整備に付随する関連補正予算を2012年9月の周南市議会に提案。そして公募の結果、同年12月14日に球場の愛称が「津田恒実メモリアルスタジアム」と決定した。翌2013年3月10日の広島対DeNAのオープン戦開催時に命名セレモニーが行なわれた。2019年11月23日には、福岡ソフトバンクホークス主催の野球教室が初めて行われ甲斐野央,髙橋純平,板東湧梧,日暮矢麻人,栗原陵矢が約290人の子供達を相手に熱心に指導をした。

## 施設概要
- グラウンド面積：14,000m2
- 両翼：100m、中堅：122m
- 内野：シンダー舗装、外野：天然芝（バーミューダグラス）、アンツーカ舗装
- 収容人員　15,000人（メインスタンド：4,800人、内野スタンド：コンクリート造ベンチ付3,300人、バリアフリーゾーン1,000人 外野スタンド：土盛芝生5,900人）
- ナイター設備：6基（最大照度：投捕間3500Lx、内野3000Lx、外野2000Lx）
- スコアボード：フルカラーLED方式（表示部幅16m、高さ6m）

## 過去に行われたプロ野球

### 横浜DeNA
セ・リーグ公式戦
- 1971年7月14日 大洋ホエールズ8-6ヤクルトアトムズ
- 1972年4月29日 大洋ホエールズ6-5阪神タイガース 観衆：11,000人
- 1973年9月22日 大洋ホエールズ6-1中日ドラゴンズ

オープン戦
- 1990年3月10日 大洋ホエールズ4-4近鉄バファローズ 観衆:6,000人 本:カルロス・ポンセ
- 2002年3月10日 横浜ベイスターズ-オリックス・ブルーウェーブ

### 北海道日本ハム
パ・リーグ公式戦
- 1986年7月8日 日本ハムファイターズ4－12阪急ブレーブス 観衆8,000人  勝:古溝克之 S 谷良治 敗:河野博文 本:二村忠美,パット・パットナム,津末英明(F),山森雅文×2,ブーマー
- 1989年8月2日 日本ハムファイターズ0-3ロッテオリオンズ
- 1989年8月3日 日本ハムファイターズ8－3ロッテオリオンズ

### 広島東洋
セ・リーグ公式戦
- 1983年4月24日 広島東洋カープ7-8大洋ホエールズ　観衆：10,000人
- 1985年7月12日 広島東洋カープ8-6ヤクルトスワローズ　観衆：15,000人
- 1987年6月14日 広島東洋カープ6-0中日ドラゴンズ　観衆：12,000人

オープン戦
- 1973年3月10日 広島東洋カープ2－3日拓ホームフライヤーズ 観衆：3,000人
- 1990年4月1日 広島東洋カープ5-2福岡ダイエーホークス 観衆:7,000人 勝:長富浩志 S:津田恒美 敗:山内和宏 本:植田幸弘
- 1991年3月9日 広島東洋カープ6-2西武ライオンズ
- 1992年3月8日 広島東洋カープ0-0西武ライオンズ 観衆:12,000人
- 1993年3月6日 広島東洋カープ-西武ライオンズ
- 1994年3月13日 広島東洋カープ-福岡ダイエーホークス
- 1998年3月15日 広島東洋カープ-西武ライオンズ
- 2013年3月10日 広島東洋カープ6x-5横浜DeNAベイスターズ 観衆:9,309人

ウ・リーグ公式戦
- 2014年6月10日 広島東洋カープ6-13中日ドラゴンズ
- 2015年9月5日 広島東洋カープ-中日ドラゴンズ (雨天中止)
- 2016年7月3日 広島東洋カープ5-7中日ドラゴンズ
- 2017年5月28日 広島東洋カープ6-6阪神タイガース

### 巨人
オープン戦
- 1972年3月10日 読売ジャイアンツ2－3西鉄ライオンズ 観衆：12,000人
- 1985年11月17日 読売ジャイアンツ15-4大洋ホエールズ 観衆:13,000人
- 1996年3月1日 読売ジャイアンツ-福岡ダイエーホークス
- 2000年3月5日 読売ジャイアンツ-横浜ベイスターズ
- 2009年3月10日 読売ジャイアンツ6-9広島東洋カープ 観衆:10,590人

### 大阪近鉄
オープン戦
- 1973年4月4日 近鉄バファローズ1－4阪神タイガース
- 1974年3月27日 近鉄バファローズ6－1阪神タイガース 観衆：4,800人
- 1976年3月7日 近鉄バファローズ2-0中日ドラゴンズ 観衆:11,000人

## 交通
- JR徳山駅バスターミナル6番のりばから防長交通バス「（6-0）緑ヶ丘じゅんかん」で「緑ヶ丘運動公園前」下車後徒歩約5分
- JR山陽線櫛ケ浜駅から徒歩約10分